# Schizoprymnus aramus
Schizoprymnus aramus är en stekelart som beskrevs av Papp 1993. Schizoprymnus aramus ingår i släktet Schizoprymnus och familjen bracksteklar. Inga underarter finns listade i Catalogue of Life.